# جی-نت رکوردز
جی-نت رکوردز (انگلیسی: G-Note Records) یکی از زیرمجموعه‌های ناشر موسیقی آمریکایی مستقر در نیویورک جی-یونیت رکوردز متعلق به فیفتی سنت است که در سال ۲۰۱۰ ایجاد گردید.